# Pia Westin
Pia Margareta Westin, en period Thomasson, född 1 juli 1965 i Hemmesjö med Tegnaby församling i Kronobergs län, är en svensk före detta friidrottare (långdistanslöpare). Hon tävlade för IF Göta.

## Personliga rekord
- 800 meter - 2.09,61 (Göteborg 24 augusti 1994)
- 1 000 meter - 2.49,0 (Karlstad 29 juni 1994)
- 1 500 meter - 4.26,60 (Göteborg 31 juli 1994)
- 1 engelsk mil - 4.52,6 (Karlstad 17 augusti 1994)
- 2 000 meter - 6.20,0 (Stockholm 28 augusti 1994)
- 3 000 meter - 9.24,77 (Stockholm 28 augusti 1994)
- 5 000 meter - 16.28,8 (Karlstad 7 september 1994)
- 10 000 meter - 35.23,5 (Karlstad 4 september 1994)
- Halvmaraton - 1:17.40 (Stockholm 25 augusti 1990)
- Maraton - 2:49.50 (Stockholm 1 juni 1991)